# Rubrocurcumin
Rubrocurcumin ist ein Chelatkomplex, der sich aus dem Farbstoff Curcumin mit Oxalsäure und Boraten bildet.

## Darstellung und Gewinnung
Die Reaktion von Curcumin mit Boraten in Anwesenheit von Oxalsäure erzeugt Rubrocurcumin.

## Eigenschaften
Rubrocurcumin besitzt in Lösung eine rote Farbe. Gegenüber Rosocyanin ist in Rubrocurcumin ein Molekül Curcumin gegen Oxalsäure ersetzt. Rubrocurcumin ist eine nach außen neutrale Verbindung, während Rosocyanin ein ionisch gebauter Farbstoff ist. Borkomplexe wie Rubrocurcumin werden als 1,3,2-Dioxaborine bezeichnet.

## Verwendung
Die Farbreaktion von Borsäure und Boraten mit Curcumin und Oxalsäure unter Bildung von Rubrocurcumin wird als analytische Methode zur Bestimmung von Bor im Mikrogrammmaßstab verwendet.